# Lac Berta supérieur
Le Lac Berta supérieur est un lac andin d'origine glaciaire situé en Argentine, à l'ouest de la province de Chubut, dans le département de Languiñeo, en Patagonie. 

## Géographie
Le lac Berta supérieur occupe la partie occidentale d'une vallée glaciaire perpendiculaire à la cordillère des Andes, dont le lac Berta inférieur occupe la partie orientale. Le lac s'allonge d'ouest en est sur une longueur de 1,9 kilomètre et une largeur moyenne de 0,50 km. Il se trouve à plus ou moins 5,5 kilomètres au nord du grand lac General Vintter. 
Le lac est entouré de tous côtés d'une belle forêt andino-patagonique, constituée avant tout de lengas (Nothofagus pumilio). Au nord comme au sud ainsi qu'à l'ouest, il est dominé par les cimes neigeuses du Cerro Llano (1 776 mètres d'altitude maximale), au sein duquel s'inscrit sa vallée.

## Hydrologie
Le lac Berta supérieur est le principal tributaire du lac Berta inférieur, distant de seulement 550 mètres à vol d'oiseau, en direction de l'est. 
Tout comme le lac Berta inférieur, il se situe au sein du bassin versant du río Engaño, affluent du río Carrenleufú en rive gauche. 